# Reinhard Gassner
Reinhard Gassner (* 10. März 1950) ist ein österreichischer Grafikdesigner. Die Projekte des Atelier Gassner sind medienübergreifend im Bereich der verbalen und visuellen Kommunikation.

## Leben
Zwischen 1964 und 1968 absolvierte Reinhard Gassner eine Ausbildung zum Reprofotografen und Erzeuger von Druckerzeugnissen, 1969 erfolgte ein mehrjähriges Lehrpraktikum im Atelier seines Bruders Franz, erste Engagements und weiter Ausbildungsschritte in der angewandten Gestaltung und Kommunikation. Ab 1976 eröffnete er ein eigenes Gestaltungsbüro in Feldkirch, Vorarlberg und errichtete gemeinsam mit seiner Frau Ruth Gassner ab 1987 ein Atelier in unmittelbarer Nachbarschaft des Wohnortes, der Siedlung Ruhwiesen in Schlins.
Neben Auftragsarbeiten befasste sich Reinhard Gassner mit der Schriftentwicklung und Schriftkulturen in verschiedenen Epochen und Ländern. In den 1990er Jahren untersuchte er am Beispiel des Wortes „Text“ typografische Phänomene in freien Entwurfsreihen.
Gassner war neben laufenden Auftragsarbeiten international als Kurator, Vortragender und Autor tätig. Von 1996 bis 1999 wirkte er als externer Berater an der Konzeption des Studiengangs InterMedia der Fachhochschule Vorarlberg in Dornbirn mit. Er war dort Leiter des Department „Gestaltung“ und mitverantwortlich für das gestalterische Lehrangebot.
Gassner ist Mitglied beim österreichischen Berufsverband DesignAustria sowie seit 2000 bei der AGI Alliance Internationale Graphique.
2018 übernahm seine Tochter Andrea Gassner das Atelier und verlagerte es in den Stadtkern Feldkirchs.

## Projekte (Selektion)
- 2013 Collini – Fassadengestaltung zum Thema Haut, in Zusammenarbeit mit Architekt Roland Koeb[5]
- 2013 BauBuche Pollmeier – Corporate Design, Kommunikation zum Markteintritt[6]
- 2011/2012 2016 Bauen mit Holz – Wege in die Zukunft, Ausstellungs- und Kataloggestaltung, Hg. Hermann Kaufmann, Winfried Nerdinger, Architekturmuseum, TU München[7]
- 2010 Hafengebäude Bregenz – Glasgrafik und Anprallschutz[8]
- 2010 KONstruktiv – Magazingestaltung, Redesign, Bundeskammer der Architekten und Ingenieurkonsulenten, Österreich, in Zusammenarbeit mit Bohatsch und Partner[9]
- 2009/2010 Revitalisierung der Stadtmarke Bregenz – Kommunikationsberatung Corporate Design (das ursprüngliche Logo gestaltete Reinhold Luger)[10]
- 2004–2006 VisIon Rheintal – Kommunikationsarbeit für Regionalentwicklung, in Zusammenarbeit mit Stefan Gassner[11][12]
- 2003 Konstruktive Provokation – Kataloggestaltung, Ausstellungsgrafik; vai, Dornbirn, Institut français d’architecture, Paris, Otto Kapfinger[13]
- 2003 Cambio de Milenio – Plakatgestaltung auf Einladung des Goethe-Institut Santiago de Chile[14]
- 2000 – heute zuschnitt – Zeitschrift über Holz als Werkstoff und Werke aus Holz – Magazingestaltung, proHolz Austria[15]
- 1998–2010 Architekturführer – Gestaltung der Buchreihe ausgewählter Bundesländer Österreichs, in Zusammenarbeit mit Otto Kapfinger[16]
- 1994 Bundesministerium für auswärtige Angelegenheiten – Corporate Design, Markenarchitektur – Ministerium und Dienststellen im In- und Ausland
- 1992 Stadtbus Landbus Vorarlberg – Corporate Communication;  Corporate Design durch Reinhold Luger
- 1991 Die Wahrheit beginnt in der Familie – Buchgestaltung in Bleisatz und Buchdruck, Autor Franz Köb
- 1991 Stadttheater St. Gallen – Plakatserie für die Spielzeit, in Zusammenarbeit mit Sigi Ramoser[17]
- 1987–1999 Theater für Vorarlberg – über 150 Theaterplakate und Spielzeitplakate, u. a. Umsetzung mit Lithografien auf Offsetplatten[18]
- 1975–1990 Jazzclub Lustenau – Labeldesign, Plakatgestaltung[19]

## Auszeichnungen
- 2006: Ehrengabe des Landes Vorarlberg für Kunst
- Schönste Bücher Österreichs (Staatspreise)
- Die schönsten deutschen Bücher (Auszeichnungen)
- Schönste Bücher aus aller Welt (Silber- und Bronzemedaillen, Ehrendiplom)
- Joseph Binder Award (Gold- und Bronzemedaille)[20][21]
- European Design Award (Gold-, Silber- und Bronzemedaille, Finalist)
- ISTD International Typografic Award (Auszeichnungen, Certificate of Excellence)
- Internationale Grafik-Design Biennale, Brno (Gold- und Silbermedaillen)
- TDC Annual Award, Tokyo Type Directors Club (Goldmedaille, Certificate of Excellence)
- TDC Type Directors Club New York (Certificate of Excellence)
- DDC Awards Deutsch Designer Club (Silbermedaille, Auszeichnungen)
- ADC*E Awards (Auszeichnung)
- D&AD Award (Auszeichnung)
- IF Communication Design Award (Auszeichnung)
- DAM Architectural Book Award
- 2023: Ehrenmitglied des Österreichischen Berufsverbands designaustria[22]

## Veröffentlichungen (Selektion)
- Atelier Gassner – Visual Essays, Visuelle Geschichten, Andrea Gassner und Reinhard Gassner (Hrsg.), sonderzahl Verlag, Wien 2017, ISBN 978-3-85449-468-3[23]
- Du bist keine Fremde hier in Kalimera, Residenz Verlag, Salzburg 2008, ISBN 978-3-7017-3074-2[24]
- Fachzeitschrift zuschnitt, Textbeiträge 60.2016, 56.2014, 28.2007, 16.2004, ISSN 1608-9642
- Vision Plus Monograph, Corporate Design und Typografie zur Handhabung durch typografische Laien, 1998, ISBN 3-901816-15-1